# Ōsaki Hachimangū
Ōsaki Hachimangū (大崎八幡宮) es un santuario sintoísta en Aoba-ku, Sendai, Miyagi, Japón. Su edificio principal (社殿) ha sido seleccionado como Tesoro Nacional de Japón.

## Historia
Date Masamune, el daimio fundador de Sendai, ordenó la construcción del edificio principal, cuya construcción se desarrolló entre los años 1604 y 1607. Para la construcción, Date Masamune contrató artesanos de Kioto y de Japón Central, muchos de los cuales habían trabajado para el Clan Toyotomi. El estilo escultórico y decorativo en la madera tallada, pinturas, pan de oro y lacado se asemeja a aquellos contemporáneos encontrados en Japón Central, muy en particular en el santuario Toykuni de Kioto. Se conoce con el nombre de santuario Ōsaki Hachiman Jinja desde el periodo Meiji. Es Tesoro Nacional de Japón desde el 22 de noviembre de 1952.  
- Datos: Q874428
- Multimedia: Osaki-Hachiman-gu / Q874428